# Gaio Sulpicio Patercolo
Gaio Sulpicio Patercolo (latino: Gaius Sulpicius Patercolus) (fl. III secolo a.C.) è stato un politico romano.

## Biografia
Fu eletto console nel 258 a.C. con Aulo Atilio Calatino, nel pieno della prima guerra punica.
Ricevette il comando dell'esercito in Sicilia assieme al collega, ma Calatino diresse direttamente le operazioni sul terreno ed è considerato da alcuni scrittori antichi come il solo comandante. Comunque, Patercolo ricevette il trionfo al suo rientro a Roma. In Sardegna è noto come il vincitore dei punici nella battaglia di Sulci (258 a.C.), presso l'isola di Sant'Antioco, nella Sardegna sudoccidentale.